# Mezoregion Noroeste Espírito-Santense

Mezoregion Noroeste Espírito-Santense

Mezoregion Noroeste Espírito-Santense – mezoregion w brazylijskim stanie Espírito Santo, skupia 17 gmin zgrupowanych w trzech mikroregionach. Liczy 12.045,8 km² powierzchni.

## Mikroregiony
- Barra de São Francisco
- Colatina
- Nova Venécia